# Courserhäst

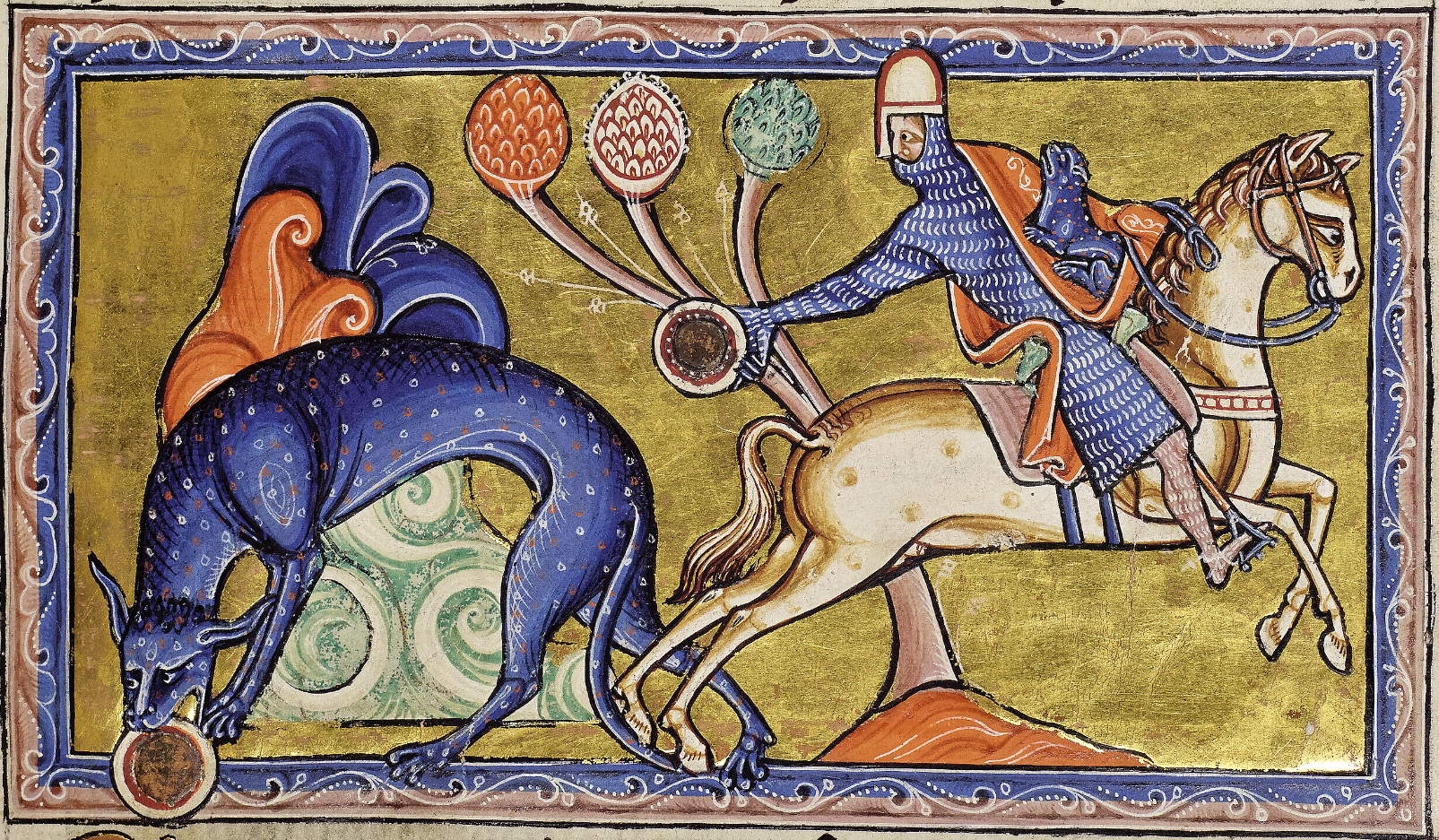
Denna avbildning i ett brittiskt bestiarium visar en typisk lättare stridshäst, en typisk courserhäst.

Courserhäst (fr: Coursier) var namnet på en typ av häst som användes i Europa under medeltiden som en lättare stridshäst. Hästarna finns dokumenterade och avbildade från 1300-talet och framåt där den beskrivs som en lätt och snabb men ändå stark häst. 

## Historia
På medeltiden dokumenterades inte hästarnas avel och det finns inga dokumenterade stammar eller stamböcker som idag och begreppet hästras fanns inte. Snarare använde man sig av olika typer av hästar som passade för olika ändamål och fick sitt namn därifrån. Väl framavlade typer eller flockar av vildhästar fick snarare sitt namn från vem som födde upp dem eller området där de hittades. 
Under den senare medeltiden fanns ett flertal olika typer som var ämnade för olika användningsområden. destrierhästen var en mycket kraftig och stark stridshäst medan palfreyhästen var en mindre allroundhäst som användes på hemmaplan. Dessa typer var dock inte speciellt snabba och istället avlades en specifik typ fram för att användas till budbärarna. Dessa hästar avlades troligtvis fram med hjälp av orientaliska ökenhästar som den turkmenska hästen, arabiska fullblod eller berberhästar. I Italien dokumenterade man avel av liknande hästar då lättare ökenhästar korsades med de gamla inhemska stridshästarna. Den napolitanska hästen blev mycket känd för att vara snabb, smidig och utmärkt i strid. 
Courserhästen användes främst i strid av knektar och riddare som krävde en häst som var tillräckligt stark för att kunna bära tunga vuxna män som vägde upp mot 100 kg med upp mot 100 kg extra rustning och vapen, samtidigt som den skulle vara smidig och snabb att vända för att kunna undvika pilar, fiendernas vapen och liknande. Detta gjorde att hästarna även användes i uppvisningar och i jakt. 

## Etymologi
Ordet "coursier" kommer troligtvis efter de snabba gångarterna då den äldre franskans ord för springa var cours men även från italienskan corsiero eller corsiere som betyder stridshäst. Från franskan har det anglo-normandiska "courser" sedan bildats.